# Palais impérial de Santa Cruz
Pour les articles homonymes, voir Fazenda (homonymie).
Le Palais impérial de Santa Cruz (en portugais Fazenda Imperial de Santa Cruz) est un ancien palais d'été de la famille impériale du Brésil, situé à Rio de Janeiro. 

## Historique
Situé dans le quartier de Santa Cruz, c'était à l'origine un monastère appartenant à la Compagnie de Jésus (1570). Confisqué par les vice-rois du Brésil à la fin du XVIIIe siècle, le palais devient une résidence royale, puis impériale, avec l'arrivée des Bragance dans la colonie. Après la proclamation de la république en 1889, le palais devient une école militaire.